# Heinrich Kraus (Schriftsteller)
Heinrich Kraus (* 9. Juni 1932 in St. Ingbert; † 22. Oktober 2015 in Miesau) war ein deutscher Schriftsteller, der vor allem wegen seines reichhaltigen lyrischen Werkes und seiner Mundart-Dichtung bekannt wurde.

## Leben
Geboren als Kind eines Metallarbeiters und einer Näherin, waren Kindheit und Jugend geprägt durch den Nationalsozialismus, die Kriegsjahre und die Nachkriegszeit, was in vielen Werken des Autors nachhallte und eine tiefe Traumatisierung offenbarte. Kraus besuchte die Höhere Handelsschule Saarbrücken, die er 1950 abschloss. Nach Aufenthalten in Paris, Rom, Pisa und Madrid (1952 bis 1954), wo er die drei romanischen Sprachen lernte, arbeitete er als Fremdsprachenkorrespondent in der Metallindustrie in Homburg. Ab den 60er-Jahren begann er, in Hochdeutsch und später im rheinfränkischen Dialekt Gedichte und Erzählungen zu verfassen. Sein erster Roman „Staub“ erschien 1967 im Zsolnay Verlag (Wien). Ab 1980 lebte er als freier Schriftsteller und veröffentlichte 40 Gedichtbände in Mundart, 10 Erzählbände (drei in Hochdeutsch, sieben in Mundart), fünf Kinderbücher, acht aufgeführte Theaterstücke und 23 gesendete Hör-bzw. Fernsehspiele. Er hat über 3000 Gedichte verfasst und beherrschte alle Literaturformen, egal ob verschiedene Arten der Lyrik, Epik, Prosa oder Theaterstück.
Heinrich Kraus lebte zunächst im saarländischen St. Ingbert und ab 1964 im pfälzischen Bruchmühlbach-Miesau. Er starb nach kurzer Krankheit am 22. Oktober 2015.

## Werke (Auswahl)
- Dimensionen. Gleichnisse und Geschichten. Minerva Saarbrücken 1966
- Herzdrickerte. Geschichte un Gedichte. Minerva Saarbrücken 1966
- Staub. Roman. Zsolnay Wien 1967
- Sigi Wulle und die Bankräuber. Kinderbuch. Klopp, Hamburg 1976, ISBN 3-7817-1031-9.
- Sigi Wulle auf dem Kriegspfad. Kinderbuch. Klopp Berlin 1977, ISBN 3-7817-1032-7
- Unser Babbe drowwe im Himmel, Mundart-"Psälmcher". Pfälzische Verl.-Anst., Landau in der Pfalz 1980, ISBN 978-3-87629-002-7.
- Sigi Wulle und der Einbrecher. Kinderbuch. Heyne, München 1981, ISBN 3-453-54231-2.
- Sigi Wulle rächt den Hund X. Klopp Berlin 1982, ISBN 3-7817-1034-3
- Mei Hämelischkät. Mundartgedichte. Pfälzische Verlagsanstalt Landau 1984, ISBN 3-87629-054-6
- Annäherungen. Lyrische Portraits. Arbogast Otterbach 1986, ISBN 3-87022-102-X
- Distelblüten. Haikus. Wassermann, St. Ingbert 1988, ISBN 3-928030-02-7.
- Mord in Rischweiler. Novellen. Pfälzische Verl.-Anst., Landau in der Pfalz 1990, ISBN 978-3-87629-190-1.
- Rechts un links von de Großbach. Geschichde un Gedichde iwwer Dengmert. Wassermann, St. Ingbert 1992, ISBN 3-928030-11-6.
- Iwerall Anne, Nohgedichteltes vom Heinrich Kraus. Eigenverlag 1994
- Poetische Haltestellen. Eine Auswahl der Lyrik aus vier Jahrzehnten. Röhrig, St. Ingbert 2002, ISBN 3-86110-306-0.
- Parrgass, Mess un Dejwelsinsel. Bilder aus Dengmert. Wassermann St. Ingbert 2003, ISBN 3-928030-15-9
- Das Geheimnis. Eine Auswahl der Prosa aus vier Jahrzehnten, Wassermann, St. Ingbert 2007, ISBN 978-3-928030-17-5

## Filmografie
- 1983:  Die Buddik (Fernsehfilm) (Buch/Drehbuch)

## Auszeichnungen
- 1965: 1. Preis Pfälzischer Mundartdichterwettstreit
- 1984: Pfalzpreis für Literatur
- 1988: 1. Preis Mundartwettbewerb Saar
- 1995: 1. Preis Mundartwettbewerb Dannstadter Höhe
- 2006: Bundesverdienstkreuz am Bande